# 敦·帕马威奈
敦·帕马威奈（皇家轉寫：Don Poramatwinai，IPA：[dɔːn pɔː.rá.mát.wí.naj] ；1950年1月25日—）是泰國外交官，曾任泰國副總理、外交部長、外交部副部長、及泰國駐華大使。